# Wojsko kwarciane
Wojsko kwarciane (exército de quarto) era o termo usado para as unidades do exército regular da Polônia (República das Duas Nações). O termo foi usado a partir de 1562.
Wojsko kwarciane originou-se das antigas unidades obrona potoczna.
O termo "quarto" no nome do exército (polonês: kwarta) vem do tipo de imposto que era arrecadado para a sua manutenção: um quarto do que era arrecadado das terras reais (królewszczyzny) era previsto ser destinado a esse fim. Como os monarcas costumavam arrendar suas terras para a szlachta (ou comerciantes, ou judeus) para benefícios em curto prazo, eles não tinham controle direto sobre o fluxo monetário e isto geralmente resultava em corrupção e atraso no pagamento dos soldos dos militares. Os comandantes militares (hetmans) freqüentemente tinham que pagar os soldos do wojsko kwarciane e contratar mercenários de seus próprios bolsos. Às vezes as unidades cansadas de não receberem seus soldos formavam confederações (veja konfederacja) a fim de por intermédio da força legal conseguirem receber o que lhes era de direito.
O efetivo do wojsko kwarciane variava no tempo de paz e no tempo de guerra. Em média durante os tempos de paz a cavalaria totalizava 2500 homens.
Era um exército relativamente pequeno quando comparado com outros países contemporâneos, especialmente considerando a enorme área da República. De fato, os exércitos da República eram quase sempre insuficientes para defender seu território de seus vizinhos agressivos (Suécia, Rússia e vassalos do Império Otomano).
Em 1632 um "novo quarto" ou imposto real (dupla) foi criado para pagar as unidades de artilharia.
Em 1652 o 'wojsko kwarciane foi fundido com o wojsko komputowe.